# دنيس بوك
دنيس بوك (بالإنجليزية: Dennis Bock)‏ (28 أغسطس 1964، بيلفي في كندا)؛ روائي كندي.